# 吉林省 (中華民国)
吉林省（きつりんしょう）は、かつての中華民国の省。現在の吉林省とほぼ同一地域に相当する。

## 行政府沿革
1912年（民国元年）、辛亥革命により南京臨時政府が成立したが、吉林地区はなおも清朝の支配地域であり、東三省総督の下の吉林巡撫により統治されていた。同年3月、東三省総督が廃止、吉林巡撫は吉林都督と改称され軍政長官となり、民政長官としてはかつて吉林巡撫の下の民政使（1913年に民政長、1914年に巡按使、1916年に省長と改称）が当てられた。1928年12月31日、張学良が易幟を実行したことで、南京国民政府は吉林省政府の設置を実施、ここに吉林省が正式に誕生した。
1931年（民国20年）の満洲事変以降は関東軍の影響下に入り、1932年（大同元年）以降は満洲国の領土に編入され、中華民国による支配は一旦中断したが、1945年（民国34年）8月15日の日本の敗戦により満洲国は自然消滅、国民政府は旧吉林省地区に吉林省・松江省・合江省の3省を設置、9月には吉林省政府が再興された。
1947年（民国36年）に行政院は東北9省の行政区画を発表、吉林省は18県2市、1旗を管轄するとされたが、翌1948年に中国共産党の支配下に入り中華民国の行政権は消滅した。

## 省会
満洲国成立以前は吉林県、戦後は吉林市に省会が設置された。

## 歴代省長
| 代 | 氏名   | 就任日     | 退任日 |
| -- | ------ | ---------- | ------ |
| 1  | 陳昭常 | 1912年3月  | -      |
| 2  | 張錫鑾 | 1913年6月  | -      |
| 3  | 孟恩遠 | 1914年6月  | -      |
| 4  | 鮑貴卿 | 1919年7月  | -      |
| 5  | 孫烈臣 | 1921年3月  | -      |
| 6  | 張作相 | 1924年4月  | -      |
| 7  | 丁超   | 1932年7月  | -      |
| 8  | 鄒作華 | 1940年5月  | -      |
| 9  | 鄭道儒 | 1945年9月  | -      |
| 10 | 梁華盛 | 1946年10月 | -      |
| 11 | 鄭洞国 | 1948年2月  | -      |
| -  | 関吉玉 | 1945年9月  | -      |
| -  | 洪鈁   | 1947年11月 | -      |
| -  | 周福成 | 1948年4月  | -      |

## 道制
清代の吉林省には東南路道、東北路道、西南路道、西北路道の4道が設置されていたが、1912年（民国元年）に廃止されている。1913年（民国2年）、北京政府の『劃一令』により省域には東南路道、東北路道、西南路道、西北路道が設置され、観察使が任命された。1914年（民国3年）5月、各道は延吉道、依蘭道、吉長道、浜江道と改称され、観察使も道尹と改められ、翌6月に行政区域が確定された。1929年（民国18年）、南京国民政府により道制は廃止されている。
- 延吉道
- 依蘭道
- 吉長道
- 浜江道

## 県級行政区画

### 満洲国成立直前の行政区画
- 県
  - 阿城県
  - 葦河県:1921年、同浜・五常県の一部に葦沙河政治局を設置。1927年に改称
  - 伊通県:清代の伊通直隷州。1913年に改称
  - 依蘭県:清代の依蘭府。1913年に改称
  - 永吉県:清代の吉林府。1913年に吉林県、1929年に永吉県と改称
  - 延吉県:清代の延吉府。1913年に改称
  - 延寿県:清代の長寿県。1913年に同賓県、1929年に延寿県と改称
  - 汪清県
  - 額穆県
  - 樺川県
  - 樺甸県
  - 五常県:清代の五常府。1913年に改称
  - 虎林県:清代の虎林庁。1913年に改称
  - 琿春県:清代の琿春府。1913年に改称
  - 珠河県:1921年、五常・同浜県の一部に烏珠河政治局を設置。1927年に改称
  - 饒河県
  - 舒蘭県
  - 双城県:清代の双城府。1913年に改称
  - 双陽県
  - 長春県:清代の長春府。1913年に改称
  - 長嶺県
  - 同江県:清代の臨江府。1913年に臨江県、1914年に同江県と改称
  - 東寧県:清代の東寧庁。1913年に改称
  - 徳恵県
  - 敦化県
  - 寧安県:清代の寧安府。1913年に改称
  - 農安県
  - 磐石県
  - 賓県:清代の賓州府。1913年に改称
  - 浜江県:清代の浜江庁。1913年に改称
  - 撫遠県:清代の綏遠州。1913年に綏遠県、1929年に撫遠県と改称
  - 富錦県
  - 扶余県:清代の新城府。1913年に改称
  - 方正県
  - 宝清県:1915年、同江県宝清地区に設置
  - 勃利県:1916年、依蘭県勃利地区に設置
  - 密山県:清代の密山府。1913年に改称
  - 濛江県:清代の濛江州。1913年に改称
  - 穆棱県
  - 楡樹県:清代の楡樹直隷庁。1913年に改称
  - 和竜県
- 設治局
  - 乾安設治局:1928年、郭爾羅斯前旗地区より分割設置

### 満洲国崩壊後の行政区分 （50音順）
- 市
  - 吉林市:1947年設置
  - 長春市:1947年設置
- 県
  - 伊通県
  - 永吉県
  - 樺甸県
  - 乾安県:1947年、乾安設治局より昇格
  - 九台県:1947年、永吉、徳恵の2県地区に設置
  - 蛟河県:1947年、額穆県より改称
  - 五常県
  - 舒蘭県
  - 双城県
  - 双陽県
  - 長春県
  - 徳恵県
  - 敦化県
  - 農安県
  - 磐石県
  - 扶余県
  - 楡樹県
- 旗
  - 郭爾羅斯前旗